# بات جوردن
بات جوردن (بالإنجليزية: Pat Jordan)‏ هو سياسي بريطاني، ولد في 17 يوليو 1928 في تشيلسي في المملكة المتحدة، وتوفي في 1 سبتمبر 2001 في لنكولن في المملكة المتحدة. حزبياً، نشط في International Marxist Group ‏.